# Rhamphomyia astragala
Rhamphomyia astragala är en tvåvingeart som beskrevs av Bartak 2002. Rhamphomyia astragala ingår i släktet Rhamphomyia och familjen dansflugor. Inga underarter finns listade i Catalogue of Life.